# Rilascio del metano artico
Il rilascio del metano artico è un fenomeno che consiste nel rilascio di questo gas da parte del permafrost e dei mari artici, dentro i quali sono contenute grandi quantità di gas. Si tratta di un processo naturale innescato dal riscaldamento globale che determina a sua volta un ulteriore aumento dell'effetto serra, contribuendo dunque al primo tramite un meccanismo di retroazione positiva.

## Caratteristiche

### Contributo al cambiamento climatico

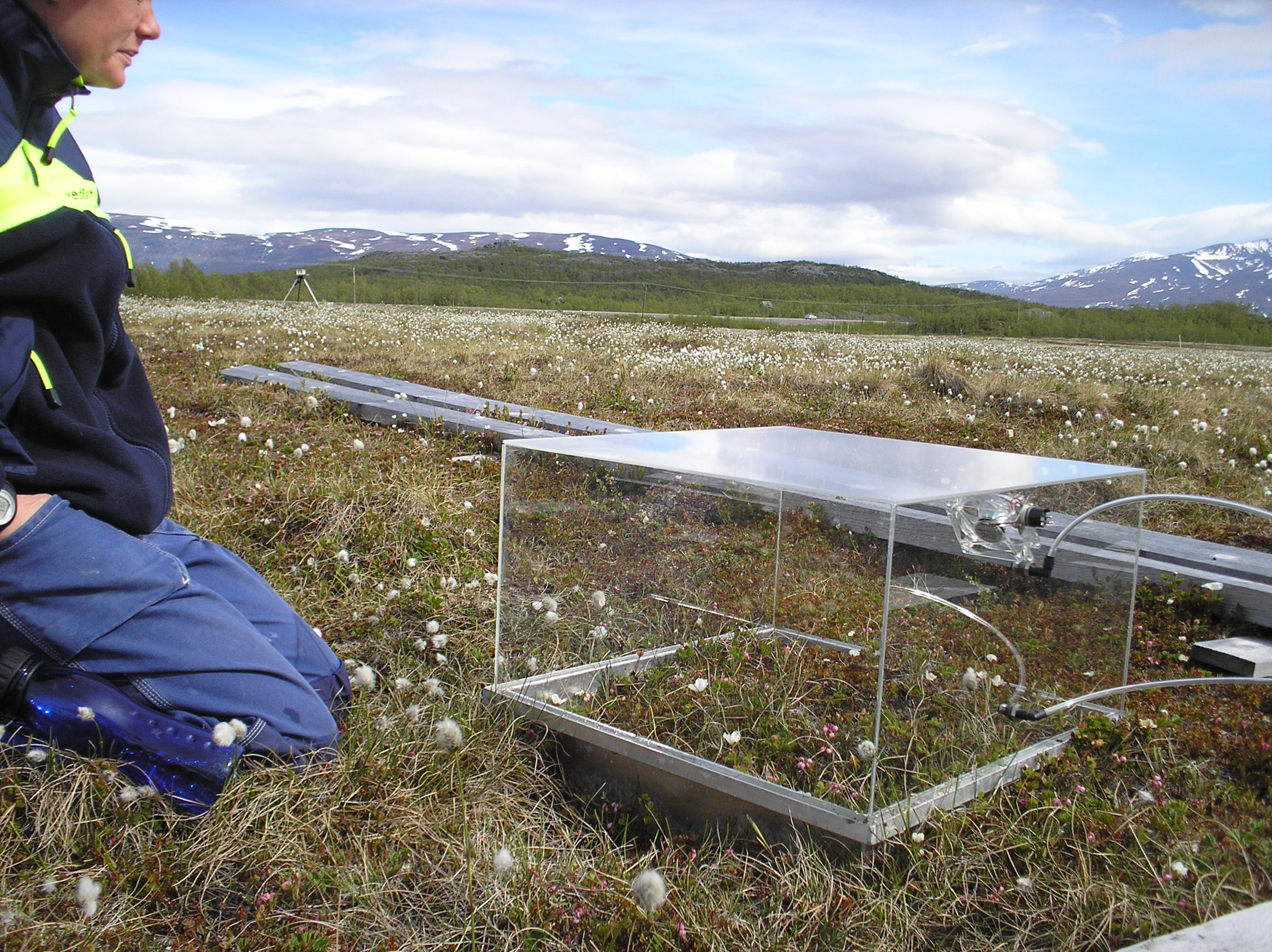
Camere di PMMA utilizzate per misurare le emissioni di metano e CO_{2} nelle torbiere di Storflaket nei pressi di Abisko, Svezia settentrionale.

Considerato che il metano è uno dei cosiddetti gas serra, il rilascio di questa sostanza dal ghiaccio marino dell'Artico è un fenomeno che contribuisce al riscaldamento globale e che si alimenta per retroazione positiva.
Analisi effettuate nell'Artico siberiano mostrano un aumento del tasso di metano rilasciato dal fondo marino artico; in particolare, tenendo conto solo del permafrost terrestre di questa regione, si è potuto valutare un rilascio di 3,8 teragrammi di metano per anno, significativamente al di sopra delle stime precedenti, che erano pari a 0,5 teragrammi per anno.
Si stima che non meno di 1400 petagrammi di carbonio sono attualmente immagazzinati come metano e idrati di metano sotto il permafrost sottomarino artico, e che il 5-10% di quell'area è soggetta a perforazione dei talik aperti. Queste analisi hanno portato N. Shakhova et al. alla conclusione che "[...] fino a 50 petagrammi della quantità stimata d'idrato e immagazzinato sotto il permafrost potrebbe subire un brusco rilascio in qualsiasi momento" e in tal caso si avrebbe un quantitativo di metano dodici volte maggiore rispetto a quello attuale. Per questo motivo, nel 2008, il dipartimento statunitense per l'energia (United States Department of Energy National Laboratories) ha identificato nella potenziale destabilizzazione dei clatrati dell'Artico una possibile concausa influente del brusco cambiamento climatico, e per questo motivo è stata scelta come ricerca prioritaria. Il Climate Change Science Program statunitense ha pubblicato una relazione alla fine di dicembre del 2008, nella quale viene stimata la gravità del rischio dovuto alla destabilizzazione del clatrato, accanto ad altri tre possibili scenari relativi al brusco cambiamento climatico.

### Scioglimento del permafrost
Lo scioglimento del ghiaccio artico marino è correlato al riscaldamento delle latitudini settentrionali, il quale provoca la fusione sia del permafrost marino che terrestre. Lawrence et al. suggeriscono che l'attuale e celere fusione del ghiaccio marino potrà produrre un rapido scioglimento del permafrost artico con conseguenze sul rilascio del metano e sulla fauna selvatica. È previsto che l'aria fredda che passa oggigiorno sul ghiaccio sarà rimpiazzata, man mano che il ghiaccio si scioglierà, dall'aria più calda che passerà sul mare, riscaldando il permafrost e portando in modo graduale ad uno scioglimento completo dell'Artico, poiché il permafrost lo ricopre quasi completamente.
A sua volta il permafrost sciogliendosi rilascia un'enorme quantità di metano, il quale può essere rilasciato in forma gassosa o trasportato in soluzione nell'acqua dei fiumi contribuendo quindi a velocizzare il processo stesso di scioglimento dei ghiacci. Il New Scientist afferma che "dal momento che i modelli esistenti non includono effetti di retroazione, come il calore generato dalla decomposizione, il permafrost potrebbe sciogliersi molto più velocemente di quanto si era comunemente pensato".

### Decomposizione del clatrato

L'estinzione di massa del Permiano-Triassico può essere stata causata dal rilascio di metano da parte dei clatrati. Il 96% delle specie marine si estinse.

Il ghiaccio marino e il clima freddo servono a stabilizzare i depositi di metano per la linea costiera, impedendo che la decomposizione del clatrato e il degassamento del metano nell'atmosfera causino un ulteriore riscaldamento. La fusione di questo ghiaccio può rilasciare nell'atmosfera grandi quantità di metano, causando un riscaldamento in un possente ciclo di retroazione.
Anche ai livelli esistenti di riscaldamento e fusione della regione artica sono state scoperte esalazioni di metano sottomarino nell'atmosfera legate alla decomposizione del clatrato.
Secondo il monitoraggio portato avanti negli anni 2003-2004 da Shakhova, lo strato superficiale della colonna d'acqua nel Mar Siberiano Orientale e nel Mar di Laptev era supersaturo fino al 2500% rispetto al contenuto medio di metano atmosferico di allora, pari a 1,85 ppm. Le alte concentrazioni anomale di metano disciolto in prossimità del fondale (fino a 154 nM o con una supersaturazione del 4400%) suggeriscono l'influenza di possibili sorgenti sottomarine. In base ai possibili meccanismi di formazione di tali pennacchi (plumes), gli studi effettuati hanno segnalato corrosione termica ed effetti di rilascio di gas dal bassofondo o di gas idrati.
La ricerca condotta nel 2008 nell'artico siberiano ha analizzato il rilascio di metano derivato dal clatrato attraverso perforazioni effettuate nel permafrost del fondo marino.
Gli effetti climatici di un rilascio potenziale di metano dai clatrati oceanici possono essere significativi per periodi di tempo che vanno da mille a centomila anni.

### Altre fonti di rilascio del metano artico
Oltre ad essere rilasciato da riserve naturali come permafrost e clatrati sottomarini, il metano può essere rilasciato da talik sottomarini o in seguito a trasporto fluviale e ritiro dei ghiacciai: infatti, un'altra causa di rilascio di questa sostanza è la metanogenesi della biomassa, che una volta scongelata scatena processi di putrefazione.